# Federico Laens
Federico Horacio Laens Martino (n. Montevideo, Uruguay, 14 de enero de 1988) es un futbolista uruguayo. Juega de delantero y actualmente milita en Progreso de la Primera División de Uruguay.

## Trayectoria Deportiva
Se trata de un delantero de 1,78 metros de alto, potente y con habilidad para manejar el balón con las dos piernas. Ha pasado por equipos como Nacional, Defensor, Wanderers, Bella Vista o Tanque Sisley, también de Uruguay.
Además, Laens cuenta con experiencia en ligas de otros países, algunos tan exóticos como su paso por el Seongnam de Corea del Sur, y en Europa ha militado en Suiza (GC Biaschesi) y en Italia (Pescara y Nocerina).
En 2015, el futbolista juega en el Rentistas, de la Primera uruguaya, donde ha marcado 5 goles en 22 partidos jugados. 
En agosto de 2015, se convierte en nuevo delantero del FC Cartagena.

## Selección nacional
Jugó con la Selección Sub-20 de Uruguay el Sudamericano Sub-20 de 2007.

## Clubes
| Club                    | País          | Año         |
| ----------------------- | ------------- | ----------- |
| Nacional                | Uruguay       | 2007        |
| Defensor Sporting       | Uruguay       | 2008        |
| Wanderers               | Uruguay       | 2008 - 2009 |
| Pescara                 | Italia        | 2009        |
| Nocerina                | Italia        | 2010        |
| Peñarol                 | Uruguay       | 2010 - 2011 |
| GC Biaschesi            | Suiza         | 2011        |
| Bella Vista             | Uruguay       | 2012 - 2013 |
| Seongnam                | Corea del Sur | 2013        |
| El Tanque Sisley        | Uruguay       | 2014        |
| Rentistas               | Uruguay       | 2014 - 2015 |
| Cartagena               | España        | 2015 - 2016 |
| La Equidad              | Colombia      | 2016        |
| Fénix                   | Uruguay       | 2017        |
| Deportivo Maldonado     | Uruguay       | 2018        |
| Juventud de Las Piedras | Uruguay       | 2018 - 2019 |
| Deportes Melipilla      | Chile         | 2019 - 2020 |
| Club Atlético Progreso  | Uruguay       | 2020 -      |